# Павлик, Карел (офицер)
Карел Павлик (Karel Pavlík, 19 октября 1900, Градове-Стржимелице, Богемия — 26 января 1943, концлагерь Маутхаузен) — офицер армии Чехословакии, участник Сопротивления. 14 марта 1939 года с солдатами своей роты вопреки приказу начальства дал бой вступившим в город Мистек (ныне Фридек-Мистек) германским оккупационным войскам. Этот эпизод известен как бой за Чаянковы казармы, единственный случай организованного сопротивления германской оккупации Чехословакии в 1939 году.

## Биография

### До 1939 года
Родился в семье учителя из маленького чешского села Градове Стржимелице, в Среднечешском крае, в окрестностях городка Черни-Костелец (ныне Костелец-над-Черними-Леси), около 20 км южнее города Чески-Брод. В 1920 году призван в армию, поступил в военную академию и в 1923 году получил офицерское звание. Служил в пограничных и пехотных частях. В 1932 году был произведен в капитаны, и больше в чине не повышался. В 1934 году командир 8-го Силезского полка характеризовал Павлика, как «поверхностного», «легкомысленного» и «не поддающегося воспитанию» офицера. Среди товарищей и солдат Павлик, тем не менее, пользовался уважением. Он был хорошим наездником и стрелком и интересовался политикой больше, чем это считалось допустимым для чехословацкого офицера в то время. Брак Павлика распался в 1935 году, после этого Карел заметно пересмотрел свои взгляды на жизнь и службу, чем заслужил одобрение начальства. В 1936 году был назначен командиром роты.

### Бой 14 марта 1939 года
На день немецкой оккупации в Мистеке в «Чаянковых казармах» размещался 3-й батальон 8-го Силезского пехотного полка и полурота 2-го бронетанкового полка (взвод танкеток LT vz.33 и взвод бронеавтомобилей OA vz.30). В казармах находились командир батальона подполковник Штепина, командир 12-й пулемётной роты капитан Павлик, командир броневой полуроты подпоручик Хейниш, ещё несколько младших офицеров, солдаты и унтер-офицеры, всего около 300 человек, почти все по национальности чехи. Военнослужащие-словаки убыли на родину, так как ожидалось провозглашение независимой Словакии.
Вечером 14 марта 1939 года в Мистек вошёл 2-й батальон 84-го пехотного полка 8-й пехотной дивизии вермахта. У Чаянковых казарм немецкая колонна остановилась, и часовым у входа было предложено сдать оружие и вызвать дежурного офицера. Чешский караул ответил выстрелами. Когда началась стрельба и дежурный офицер поручик Мартинек объявил боевую тревогу, Павлик разместил своих солдат с винтовками и ручными пулемётами у окон здания и приказал открыть огонь. К ним присоединились отдельные солдаты других подразделений. По свидетельству очевидцев, Павлик действовал решительно, всячески стараясь приободрить солдат. Остальные офицеры ничего не предпринимали, ссылаясь на отсутствие приказа, и только пытались связаться с полковым командиром. Бронетехника подпоручика Хейниша в бою не участвовала. Первая попытка немцев войти на территорию казарм была отбита. Немцы обстреляли казармы из миномётов и противотанковой пушки (без особого успеха, здания казарм были очень прочные) и предприняли второй штурм при поддержке бронеавтомобиля. Чехи отразили и эту атаку ружейно-пулемётным огнём и ручными гранатами. В это время по телефону поступил приказ командира 8-го полка полковника Элиаша немедленно прекратить огонь и сложить оружие под угрозой военного суда. Павлик поначалу игнорировал приказ, но затем, видя, что кончаются боеприпасы, а немцы стягивают к казармам основные силы 84-го полка, подчинился. Батальон капитулировал.
Бой продолжался около 30—40 минут, потери чехов составили от 2 до 6 человек ранеными, немцев — до 24 человек убитыми и ранеными (источники дают разные цифры потерь). Чешских офицеров немцы поместили под домашний арест, разоружённым солдатам разрешили вернуться в казармы, где уже находился немецкий караул.

### Дальнейшая судьба
После оккупации и ликвидации армии Карел Павлик сотрудничал с подпольной организацией «За родину» (чеш. Za vlast), которая переправляла чешских кадровых военных на Запад. Переехав в Прагу, он вступил в организацию «Защита нации» (чеш. Obrana národa), готовившую вооруженное восстание против оккупантов. В 1942 году, после покушения на Гейдриха, гестапо арестовало Павлика. При аресте он оказал вооруженное сопротивление. Был приговорен к смерти, но казнь заменили заключением в концлагерь (по некоторым данным, за Павлика ходатайствовали офицеры немецкого 84-го полка, с которым он воевал в 1939 году). 26 января 1943 года охранник концлагеря Маутхаузен застрелил Павлика за неподчинение.

## Память
Место погребения Павлика неизвестно. Его символическая могила находится в городе Костелец-над-Черними-Леси, в ней в 2019 году захоронена патронная гильза с землёй из Маутхаузена. После войны Карелу Павлику посмертно было присвоено звание полковника, в 1999 году посмертно награждён медалью «За героизм». В Праге на Виноградах 14 марта 2019 года установлена мемориальная доска в честь Карела Павлика.